# Vice Vukov

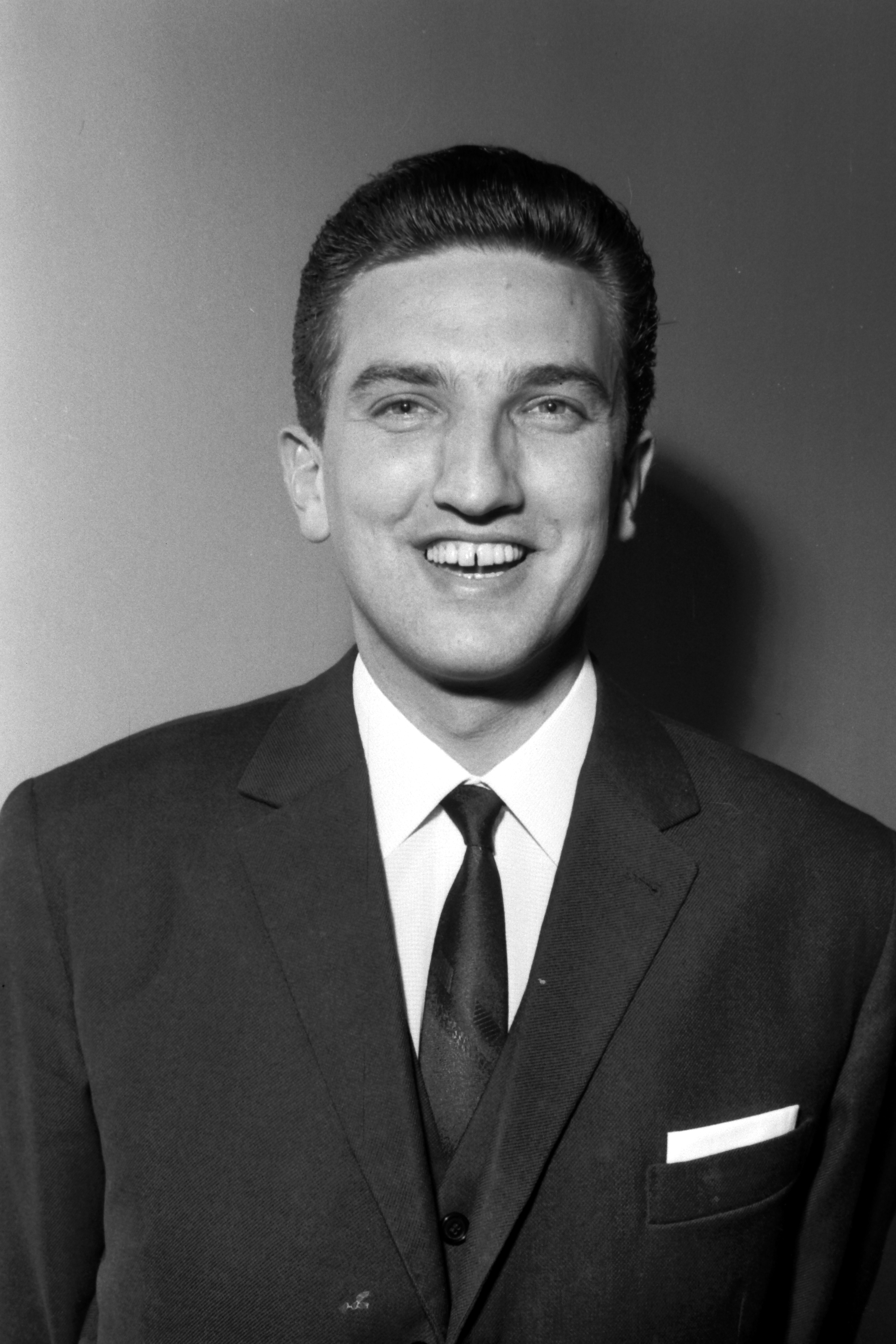
Vice Vukov, 1964

Vice Vukov (* 3. August 1936 in Šibenik, Königreich Jugoslawien; † 24. September 2008 in Zagreb) war ein kroatischer Sänger und Politiker.

## Leben
Vukov studierte Philosophie und Italienische Literatur in Zagreb sowie Jura und Wirtschafts- und Sozialwissenschaften in Paris. Seine Karriere als Sänger begann 1959 auf dem Festival von Opatija. In den 1960er Jahren war der Bariton einer der bekanntesten Musiker in Jugoslawien. 1963 trat er im Eurovision Song Contest mit dem Lied „Brodovi“ auf, zwei Jahre später vertrat er sein Land in demselben Wettbewerb mit dem Lied „Čežnja“.
Nach dem Kroatischen Frühling wurde er unter dem Vorwand, er sei „kroatischer Nationalist“, aus dem öffentlichen Leben verbannt. Um der Verhaftungswelle zu entgehen, kehrte er von einer Australien-Tournee im Jahr 1972 nicht nach Zagreb zurück, sondern blieb bis zum Jahr 1976 in Frankreich im Exil. Nach seiner Rückkehr durfte er weiterhin, bis 1989, nicht mehr öffentlich auftreten; seine Schallplatten wurden aus dem Handel entfernt.
Nach der Unabhängigkeit Kroatiens kandidierte Vice Vukov mehrfach als prominenter Vertreter für die Sozialdemokratische Partei Kroatiens. Zwischen 2003 und 2006 war er Abgeordneter des kroatischen Parlaments. Am 17. November 2005 stürzte er im Parlamentsgebäude eine Treppe hinab und zog sich schwere Kopfverletzungen zu. Kurz nach seiner Einlieferung in das Krankenhaus fiel er in ein Koma, aus dem er ab November 2007 nur noch zeitweilig erwachte. Er verstarb am 24. September 2008.